# Хлипицы
Хлипицы — деревня на юге центральной части Порховского района Псковской области. Входит в состав сельского поселения «Туготинская волость».
Расположена в 34 км к юго-западу от города Порхов; в 19 км к югу от волостного центра Туготино, в 3 км к югу от деревни Бродовичи, на северной окраине деревни Терептино.
Численность населения деревни по оценке на 2000 год составляла 10 жителей.
До 2005 года деревня входила в состав Луковищенской волости (с центром в д.Терептино), до 2010 года — в состав ныне также упразднённой Зареченской волости (с центром в д.Молочище).